# V/H/S: Viral
V/H/S: Viral – amerykański film grozy z 2014 roku, sequel horrorów V/H/S (2012) oraz V/H/S/2 (2013). Jest to antologia czterech krótkich metraży wyreżyserowanych przez pięciu reżyserów − pracujących indywidualnie lub w duecie. Reżyserami są: Justin Benson, Gregg Bishop, Aaron Moorhead, Marcel Sarmiento i Nacho Vigalondo. Każdy z pięciu kolejnych segmentów to horror utrzymany w konwencji „found footage”. Początkowo na projekt miało złożyć się pięć nowel, jednak segment Gorgeous Vortex w reżyserii Todda Lincolna został wycięty z filmu, skracając czas jego trwania o siedemnaście minut. Światowa premiera obrazu odbyła się 25 sierpnia 2014 podczas festiwalu filmowego FrightFest w Londynie. 23 października tego roku film został udostępniony klientom serwisów VOD. Odbiór projektu przez krytyków był mieszany.